# Паго (залив)
Паго (англ. Pago) — залив в Тихом океане, крупнейший залив на территории Гуама. Расположен в устье реки Паго на восточном побережье острова.

## История
Следы человеческого присутствия, оставленные популяциями чаморро на острове, насчитывают от 1500 до 3000 лет. Паго, вероятно, получил свое название от слова чаморро Pågu, обозначающего Hibiscus tiliaceus, цветущий гибискус, произраставший в этом районе в диком виде. По обеим сторонам устья реки находят множество археологических находок периода латте (900—1521 гг.), таких как земляные печи, человеческие захоронения, фрагменты глиняной посуды, украшения из ракушек и многие другие артефакты. Два кусочка амбры одинаковой формы, найденные там, являются единственным свидетельством в археологических записях Гуама о том, что амбра использовалась древними чаморро для какой-то цели.
Открытие региона европейцами датируется 6 марта 1521 года, когда португальский исследователь Фернан Магеллан высадился на Гуаме. Испанская корона претендовала на остров Гуам с 1565 года через конкистадора Мигеля Лопеса де Легаспи. В середине XVII века Испания назначила губернатора на остров, который стал постоянным портом захода испанских галеонов, связывавших Акапулько в Мексике с Манилой на Филиппинах. Во время войн между испанцами и чаморро в конце XVII века испанские колонизаторы для лучшего контроля переселили население Тиниана и Агихана в деревню Паго (или Пагу). К 1680 году Паго стал одним из семи городов Гуама. Паго и Ритидиан были центрами последнего крупномасштабного восстания против испанского владычества в 1683 году.
В 1856 году на Гуаме разразилась эпидемия оспы, унесшая жизни около 60 % населения. Население всего острова упало до 3644 человек. Паго был заброшен, а выжившие переехали в другие города, оставив береговую линию залива практически необитаемой.
В начале 1890-х годов район залива на короткое время использовался как колония для прокажённых.
В настоящее время бухта залива популярна среди рыбаков и любителей активного отдыха. В 2010-х годах здесь была начата новая жилая застройка, вызвавшая десятилетние протесты экологов и многих местных жителей. К 2017 году предложенный проект превратился в морской курорт Паго-Бей с двумя кондоминиумами до 12-и этажей, без предложенной изначально пристани для яхт и с условием создания искусственного песчаного пляжа. Комиссия по землепользованию Гуама одобрила этот проект. Тем не менее, строители столкнулись с проблемами в отношении законодательства о перезахоронении древних человеческих останков.
В 2015 году Гуамский университет начал сбор данных о качестве воды бассейна залива Паго.

## География и природа

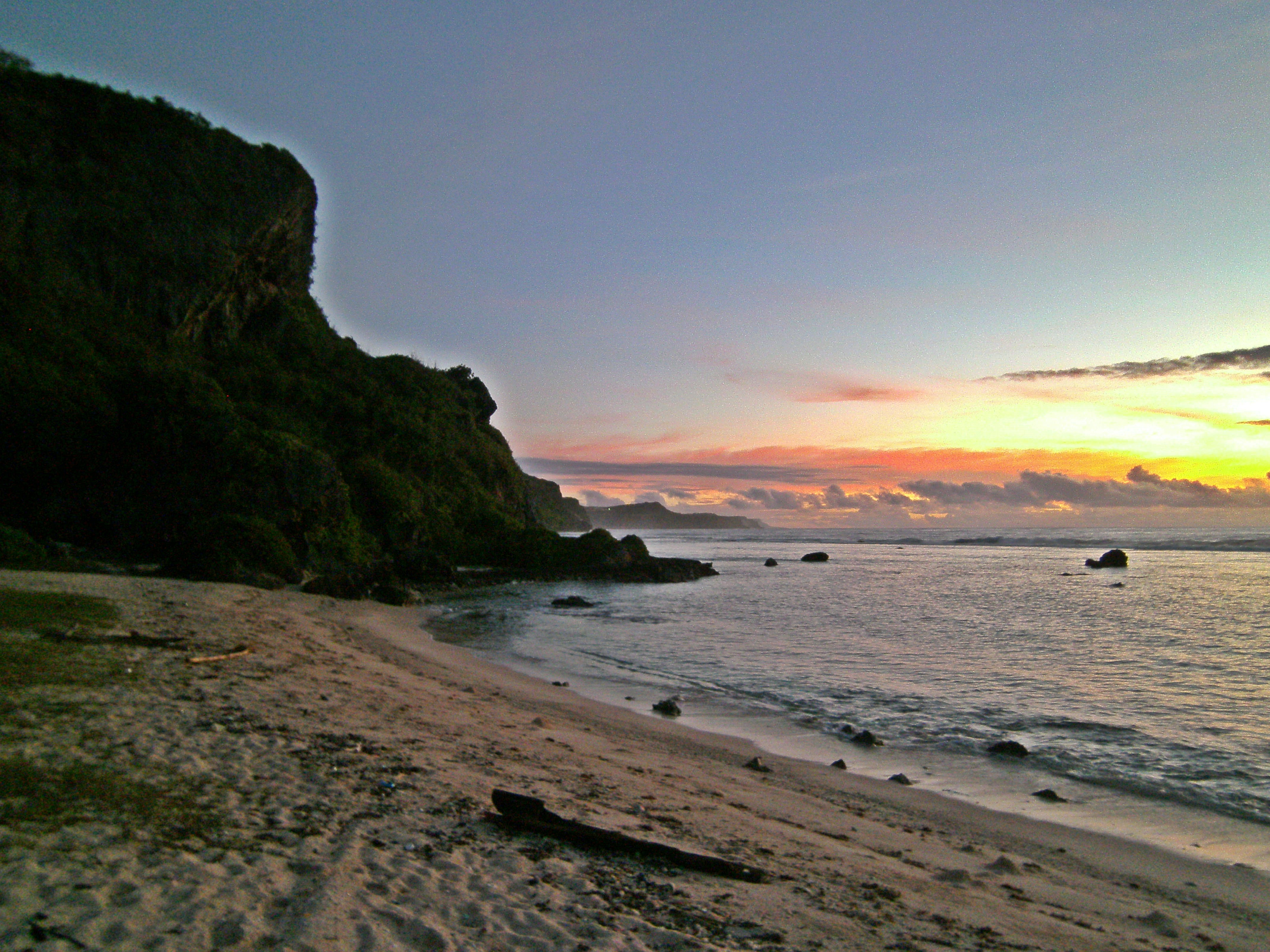
Рассвет в заливе Паго, 2014 г.

Площадь залива Паго составляет 1,5 квадратных километра (370 акров). Устье реки Паго находится вдоль юго-западного берега залива Паго. Река Паго, в которую впадают реки Лонфит и Сигуа, является границей между деревнями Чалан-Паго-Ордот на севере и Дзонья на юге. Береговая линия Манджилао проходит вдоль северо-восточного берега залива за пределами окаймляющего рифа. К востоку залив выходит к Тихому океану. Среднее годовое количество осадков составляет 288,29 сантиметра (113,50 дюйма) при среднем диапазоне приливов и отливов 0,5 метра (1 фут 8 дюймов). Залив подвержен восточным и северо-восточным пассатам. Парк Фрэнка Переса, общественная зона отдыха, расположен к северо-востоку от устья реки.
Залив Паго можно разделить на четыре зоны, три из которых являются частями окаймляющего рифа: русло реки Паго; мелкие рифовые отмели вокруг канала реки; гребень рифа на внешнем краю, который рассеивает большую часть волн, приходящих из открытого Тихого океана; и передний риф, спускающийся с гребня окаймляющего рифа в океан. Русло реки имеет ширину около 140 метров (460 футов) и углубляется примерно до 30 метров (98 футов) на гребне рифа. Рифовый гребень и рифовые отмели неглубокие, некоторые участки обнажаются во время отлива. Эти районы заселены торфяными водорослями, корковыми коралловыми водорослями и морскими водорослями, с небольшими скоплениями ближе к берегу. Передний риф имеет коралловое покрытие от 10 до 50 процентов и наклон 4,7-8,9° на глубине от 0 до 20 метров (от 0 до 66 футов).

## Местные легенды
Залив Паго является неотъемлемой частью мифа чаморро, объясняющего, почему у Гуама «узкая талия». Давным-давно, как гласит история, рыбаки в Паго и на другом острове в заливе Хагатна заметили, что их заливы становятся все больше и больше, сужая землю между Паго и Хагатна с каждым днём. Однажды утром рыбаки в заливе Паго обнаружили причину этого явления: гигантскую рыбу, поедающую куски суши. Но все сильные мужчины и рыбаки острова не смогли найти и убить эту рыбу. Тем временем молодые женщины, которые стирали одежду (что датирует историю периодом после контакта с испанцами) у источника реки Хагатна, надушили её свежим лимоном, оставив воду покрытой лимонной цедрой. Девушка из Паго заметила плавающие в заливе Паго лимонные корки и поняла, что гигантская рыба проела туннель под островом между Паго и Хагатной. Девушки собрались вместе, отрезали свои длинные чёрные волосы, сплели из них волшебную сеть и начали петь. Они пели часами, и рыба была так очарована, что всплыла на поверхность, где девушки поймали её сетью. Вот так они спасли Гуам, и поэтому у острова такая узкая середина.